# Gustavo Pimenta
Gustavo Duarte Pimenta (Divinópolis, 1978) é um economista e executivo brasileiro. Desde outubro de 2024, ocupa o cargo de CEO da Vale.
Pimenta gradou-se em economia pela UFMG e concluiu um mestrado em finanças e economia pela FGV. Antes de trabalhar na Vale, Pimenta foi vice-presidente de Estratégia e M&A do Citigroup em Nova York, e, na AES, ocupou os cargos de diretor de Planejamento e Estratégia, vice-presidente de Performance e Serviços e CFO da empresa a nível global.
Na Vale, Pimenta foi responsável pela área de suprimentos, energia e descarbonização; entre suas responsabilidades estava definir uma estratégia para a redução de emissões de gases de efeito estufa pela empresa. Em 2021, foi nomeado vice-presidente de Finanças e Relações com Investidores, cargo no qual era responsável por garantir uma alocação eficiente de capital e por melhorar a produtividade da empresa.
Pimenta assumiu o comando da Vale em meio a um processo conturbado de sucessão, que sofreu a interferência do governo federal brasileiro. O governo Lula tentou colocar um de seus indicados na presidência da empresa para substituir Eduardo Bartolomeo, chegando-se a cogitar a indicação de Guido Mantega. Além de depender de autorizações públicas, a empresa tem em seu quadro acionário o fundo de pensão do Banco do Brasil, Previ. No entanto, o governo encontrou resistência no conselho administrativo da compania. A consultoria Russel Reynolds foi contratada e elaborou uma lista de 15 nomes externos que poderiam assumir o cargo de CEO. O nome de Gustavo Pimenta foi incluído na apreciação de uma lista tríplice pelo Conselho de Administração, que também contava com Ruben Fernandes e Marcelo Bastos. Embora não fosse um candidato do governo, Pimenta foi eleito por unanimidade.